# رامبوککولا
رامبوککولا (به لاتین: Rambukkewela) یک منطقهٔ مسکونی در سری‌لانکا است که در استان مرکزی (سری‌لانکا) واقع شده‌است.